# Radosław Truszkowski
Radosław Truszkowski (ur. 5 października 1978 w Olsztynie) – polski zapaśnik w stylu klasycznym, olimpijczyk. 
Reprezentant Budowlanych Olsztyn, następnie Cementu Gryfa Chełm (od szesnastego roku życia). Podopieczny trenerów: Bolesława Jurewicza, Andrzeja Olszewskiego, Andrzeja Głąba (w klubie), a także Józefa Tracza (w kadrze). Startował na Igrzyskach Olimpijskich w Atenach (2004, odpadł w eliminacjach po dwóch porażkach). Mistrz Polski (2004), wielokrotny srebrny i brązowy medalista Mistrzostw Polski. Żonaty, mieszka w Chełmie. Uzyskał licencjat w kieleckiej Wszechnicy Świętokrzyskiej, a następnie ukończył uzupełniające studia magisterskie w Białej-Podlaskiej.